# 主人在宅ストレス症候群
主人在宅ストレス症候群（しゅじんざいたくストレスしょうこうぐん）は、専業主婦世帯において、夫が退職などによって一日中在宅するようになることで、専業主婦の妻の精神状態や体調が悪化する疾病概念。類似の概念には、夫源病がある。

## 原因
伝統的な日本の専業主婦世帯では、夫は家事育児を専業主婦に丸投げしてこれに一切関わらず、逆に専業主婦は外で働くことが殆どなく、夫婦は全く別々の世界の住人となって数十年にわたる長い期間を過ごすことになる。その結果、子供が自立し、夫が退職する頃には、夫婦間には全く何の接点もなくなっており、その状態の高齢男女が、広くもない住居で一日中一緒に過ごすことから互いにストレスが高まり、専業主婦の側が心身症状を訴え始める。

## 命名
医師の黒川順夫による。

## 主な症状
月経不順、高血圧、不整脈、緊張性頭痛、偏頭痛、慢性疼痛など。医学的な検査を行っても器質的・形質的な異常を認めない不定愁訴の状態となる。